# أمين أباد (ديواندرة)
أمين أباد (بالفارسية: امین‌آباد) هي قرية تقع في قسم كاني شيرين الريفي (مقاطعة ديواندرة) في إيران. يقدر عدد سكانها بـ 162 نسمة .